# Beisebol nos Jogos Pan-Americanos de 1951
As competições de beisebol nos Jogos Pan-Americanos de 1951 foram realizadas em Buenos Aires, Argentina. Esta foi a primeira edição dos Jogos Pan-Americanos.

## Quadro de medalhas
| Ordem | País               | Medalha de ouro | Medalha de prata | Medalha de bronze | Total |
| ----- | ------------------ | --------------- | ---------------- | ----------------- | ----- |
| 1     | CUB Cuba           | 1               | 0                | 0                 | 1     |
| 2     | USA Estados Unidos | 0               | 1                | 0                 | 1     |
| 3     | MEX México         | 0               | 0                | 1                 | 1     |
| Total | Total              | 1               | 1                | 1                 | 3     |

## Medalhistas
| Event     | Ouro     | Prata              | Bronze     |
| --------- | -------- | ------------------ | ---------- |
| Masculino | CUB Cuba | USA Estados Unidos | MEX México |

- Olderr, Steven (2003). The Pan American Games: A Statistical History, 1951-1999, bilingual edition. [S.l.]: McFarland & Company. ISBN 9780786443369
- «1951 Pan American Games». Baseball-Reference.com
- «1951 Pan American Games (Rosters)». Baseball-Reference.com